# Eleutéria
Na mitologia grega, Eleutéria (em grego Ἐλευθερία) era uma divindade associada à liberdade. Geralmente retratada como uma das Cárites, normalmente a Cárite Tália, participava das festas e banquetes em geral, poderia ser filha de Nix. Essa denominação era usada muitas vezes como um epíteto de diversos deuses, como Zeus, Dioniso ou Eros.